# Marquette-en-Ostrevant
Marquette-en-Ostrevant – miejscowość i gmina we Francji, w regionie Hauts-de-France, w departamencie Nord.
Według danych na rok 1990 gminę zamieszkiwało 1498 osób, a gęstość zaludnienia wynosiła 201 osób/km² (wśród 1549 gmin regionu Nord-Pas-de-Calais Marquette-en-Ostrevant plasuje się na 440. miejscu pod względem liczby ludności, natomiast pod względem powierzchni na miejscu 489.).